# 罗伯特·李纪念物列表

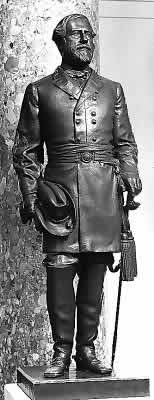
1909年由弗吉尼亚州赠与国会大厦国家雕像厅的罗伯特·李雕像（于2020年被Barbara Rose Johns雕像替代）

罗伯特·李在1865年担任联盟国陆军总司令。以下是罗伯特·李的部分纪念碑和纪念物。被移除或重命名的罗伯特·李纪念物和标识列在最后。

## 建筑物
- 罗伯特·E·李纪念馆，阿灵顿宫（弗吉尼亚州阿灵顿）
- 李教堂（弗吉尼亚州列克星敦）
- R·E·李纪念主教座堂[2] （弗吉尼亚州列克星敦）西南弗吉尼亚主教区 - 2017年9月18日，教会投票决定将教堂的名称恢复为格雷斯主教座堂。[3]
- 罗伯特·E·李大厦/酒店（密西西比州杰克逊）
- 罗伯特·E·李酒店，在2020年更名为The Gin（弗吉尼亚州列克星敦）
- 罗伯特·E·李旅馆（新泽西州摩根）
- 罗伯特·E·李剧院（路易斯安那州巴吞鲁日）

## 假期和活动
- 李-杰克逊纪念日 - 2020年取消
- 罗伯特·李纪念日（英语：Robert E. Lee Day）

## 军事设施
- 弗吉尼亚李堡（1917）
- 美国纽约西点军校的李军营（1962） [4]
- 罗伯特·E·李军营（德国美因茨）

## 纪念碑和雕塑
- 罗伯特·李联盟国纪念标识（佛罗里达州坦帕） [5]
- 罗伯特·李纪念标识（马里兰州黑格斯敦） [6]
- 罗伯特·李纪念标识（南卡罗来纳州皮肯斯） [7]
- 罗伯特·E·李将军的纪念标识（汉密尔顿堡）（纽约布鲁克林） [8]
- 罗伯特·E·李将军的纪念标识（南卡罗来纳州耶马西） [9]
- 李高速公路纪念标识（弗吉尼亚州罗阿诺克） [10]
- 罗伯特·E·李纪念碑（德克萨斯州巴黎）[11]
- 在美国名人堂室外雕塑走廊中的罗伯特·李，布朗克斯社区学院（布朗克斯，纽约市），2017年8月17日被移除[12]
- 罗伯特·李迪克西公路（Dixie Highway）纪念标识
  - 在俄亥俄州富兰克林[13] [14]
  - 田纳西州纽波特市和北卡罗来纳州温泉城之间的田纳西州/北卡罗莱纳州州线附近[15]
  - 在北卡罗来纳州的温泉城[16]
  - 在北卡罗来纳州的马歇尔[17]
  - 在北卡罗来纳州阿什维尔[18]
  - 在北卡罗来纳州的弗莱彻[19]
  - 在北卡罗来纳州亨德森维尔
  - 在北卡罗来纳州/南卡罗来纳州州线附近
  - 在南卡罗来纳州格林维尔[20]
  - 佛罗里达州布拉德福德维尔附近[21]
- 罗伯特·E·李大桥纪念标识（弗吉尼亚州里士满） [22]
- 罗伯特·E·李纪念高速公路标志（南卡罗来纳州哥伦比亚） [23]
- 罗伯特·E·李纪念标识（佛罗里达州迈尔斯堡）
- 罗伯特·E·李纪念标识（密苏里州圣路易斯） [24]
- 罗伯特·E·李纪念碑（阿肯色州马里安娜），被列入国家历史古迹名录（NRHP）
- 罗伯特·E·李纪念碑（路易斯安那州新奥尔良） 2017年5月移除
- 罗伯特·爱德华·李雕塑（弗吉尼亚州夏洛茨维尔），被列入国家历史古迹名录（NRHP）
- 罗伯特·E·李纪念碑（弗吉尼亚州里士满） ，被列入国家历史古迹名录（NRHP）
- 罗伯特·李弗吉尼亚纪念碑（宾夕法尼亚州葛底斯堡）
- 骑在旅游者上的罗伯特·E·李（Robert E. Lee on Traveller）雕像（得克萨斯达拉斯）
- 罗伯特·李和石墙杰克逊纪念碑（马里兰州巴尔的摩）[25]已于2017年8月16日移除
- 罗伯特·E·李纪念碑（北卡罗来纳州达勒姆），杜克大学教堂里的雕像；在1930年代与“一位不知名的范德比尔特大学教授”协商后安装；[需要解释] [26]于2017年8月17日被污损；[27]于2017年8月19日被移除[28] [29]
- 罗伯特·E·李纪念碑，安提坦国家战场（马里兰州华盛顿县），于2003年6月24日树立[30] [31]
- 罗伯特·E·李雕像，联盟战争纪念馆（达拉斯），于2020年6月拆除
- 罗伯特·E·李雕像，德克萨斯大学南广场，德克萨斯州奥斯汀分校，1933年树立，于2017年8月20日至21日拆除（连同阿尔伯特·西德尼·约翰斯顿（Albert Sidney Johnston）将军和联盟国邮政局长约翰·里根（John H. Reagan）的塑像一起）[32] [33][32]
- 罗伯特·E·李雕像和纪念标识（乔治亚州里士满希尔） [34]
- 罗伯特·E·李树纪念标识（纽约布鲁克林），[35]于2017年8月16日被移除[36]

## 公园
- 罗伯特·E·李纪念公园（马里兰州巴尔的摩）– 2015年9月28日更名为罗兰湖公园 [37]
- 罗伯特·E·李公园（德克萨斯州达拉斯）–纪念碑被达拉斯市议会于2018年拆除。公园更名为龟溪公园。

## 道路
- 李将军大道（汉密尔顿堡）（纽约布鲁克林）–纽约州州长安德鲁·库莫要求将其改名。 [38]
- 罗伯特·E·李将军交通环（阿拉巴马州西班牙堡）
- 罗伯特·E·李路将军（乔治亚州布伦瑞克）
- 罗伯特·E·李街将军（北卡罗来纳州斯坦利）
- 李大道（弗吉尼亚州马纳萨斯）
- 李大道（华盛顿里奇兰）（李大道纪念标识，位于里奇兰高中对面的拐角处） [39]
- 李氏圆环 （路易斯安那州新奥尔良）
- 李道（路易斯安那州巴吞鲁日）
- 李道（密西西比州克拉克斯代尔）
- 李高速公路（前国家汽车道）
- 李-杰克逊纪念高速公路（弗吉尼亚州费尔法克斯县）
- 李大道（德克萨斯州达拉斯）
- 李路（佛罗里达Fairview Shores ）
- 李路（佛罗里达州迈尔斯堡）
- 李路（佐治亚州梅肯）
- 李街（德克萨斯州达拉斯）
- 李街（佛罗里达州好莱坞）– 2018年更名为自由街。 [40]
- 罗伯特·E·李大街（西弗吉尼亚州埃尔金斯）
- 罗伯特·E·李大街（南卡罗来纳州蒂蒙斯维尔）
- 罗伯特·E·李大街（弗吉尼亚州韦恩斯伯勒）
- 罗伯特·E·李·林荫大道（路易斯安那州波西尔城）
- 罗伯特·E·李大街（南卡罗来纳州查尔斯顿）
- 罗伯特·E·李·林荫大道（田纳西州德拉蒙德）
- 罗伯特·E·李·林荫大道（佛罗里达埃斯特罗）
- 罗伯特·E·李·林荫大道（南卡罗来纳州詹姆斯岛）
- 罗伯特·李·林荫大道（路易斯安那州新奥尔良）
- 罗伯特·E·李·林荫大道（佐治亚州石山）
- 罗伯特·E·李·林荫大道（密西西比州维克斯堡）
- 罗伯特·E·李·林荫大道（乔治亚州哥伦布）
- 罗伯特·E·李·考特（田纳西州纳什维尔）
- 罗伯特·E·李道（弗吉尼亚州布里斯托）
- 罗伯特·E·李道（德克萨斯州康罗）
- 罗伯特·E·李道（北卡罗来纳州亨德森县平岩）
- 罗伯特·E·李道（密西西比州格林伍德）
- 罗伯特·E·李道（弗吉尼亚州霍普韦尔）
- 罗伯特·E·李道（乔治亚州耶苏普）
- 罗伯特·E·李道（德克萨斯州基林）
- 罗伯特·E·李道（田纳西州曼彻斯特）
- 罗伯特·E·李道（德克萨斯州马林）
- 罗伯特·E·李道（阿拉巴马州米尔布鲁克）
- 罗伯特·E·李道（田纳西州纳什维尔）
- 罗伯特·E·李道（弗吉尼亚州天然桥站）
- 罗伯特·E·李道（田纳西州纽波特）
- 罗伯特·E·李道（乔治亚州奥杜姆）
- 罗伯特·E·李道（弗吉尼亚州斯波西瓦尼亚）
- 罗伯特·E·李道（密西西比州图珀洛）
- 罗伯特·E·李道（德克萨斯州泰勒）
- 罗伯特·E·李道（南卡罗来纳州沃尔特伯勒）
- 罗伯特·E·李道（北卡罗来纳州威拉德）
- 罗伯特·E·李道（北卡罗来纳州威尔明顿）
- 罗伯特·E·李道（俄亥俄州辛辛那提）
- 罗伯特·李巷（田纳西州布伦特伍德）
- 罗伯特·E·李巷（亚利桑那州吉拉本德）
- 罗伯特·E·李巷（佛罗里达州麦克伦尼）
- 罗伯特·E·李巷（科罗拉多州斯廷博特斯普林斯）
- 罗伯特·E·李纪念桥（弗吉尼亚州里士满）
- 罗伯特·E·李大道（佐治亚州琼斯伯勒）
- 罗伯特·E·李路（得克萨斯州奥斯汀）–更名为Azie Morton Road。 [41]
- 罗伯特·E·李路（路易斯安那州德里德）
- 罗伯特·E·李路（德克萨斯州埃尔帕索）
- 罗伯特·E·李路（密西西比州哈蒂斯堡）
- 罗伯特·E·李路（德克萨斯州休斯敦）
- 罗伯特·E·李路（得克萨斯州亨特）
- 罗伯特·E·李路（密西西比州Lucedale ）
- 罗伯特·E·李路（弗吉尼亚州波哈坦）
- 罗伯特·E·李路（密苏里州里德斯普林）
- 罗伯特·李路（佛罗里达州坦帕）
- 罗伯特·E·李街（乔治亚州安德森维尔）
- 罗伯特·E·李街（阿肯色州埃尔多拉多）
- 罗伯特·E·李街（阿拉巴马州利兹）
- 罗伯特·E·李街（阿肯色州马尔文）
- 罗伯特·E·李街（阿拉巴马州莫比尔）
- 罗伯特·E·李街（佐治亚州奥格索普）
- 罗伯特·E·李街（亚利桑那州凤凰城）
- 罗伯特·李道（阿拉巴马州尤福拉 ）
- 罗伯特李巷（阿拉巴马州汉斯维尔）
- 罗伯特·李巷（德克萨斯州新布朗费尔斯）
- 罗伯特·李巷（田纳西州士麦那）
- 罗伯特·李路（阿拉巴马州塔斯维尔）

## 学校
- 东李县高中（佛罗里达利哈伊英亩）
- 李县高中（阿肯色州玛丽安娜）
- 李县高中（肯塔基州比蒂维尔）
- 李县高中（北卡罗来纳州桑福德）

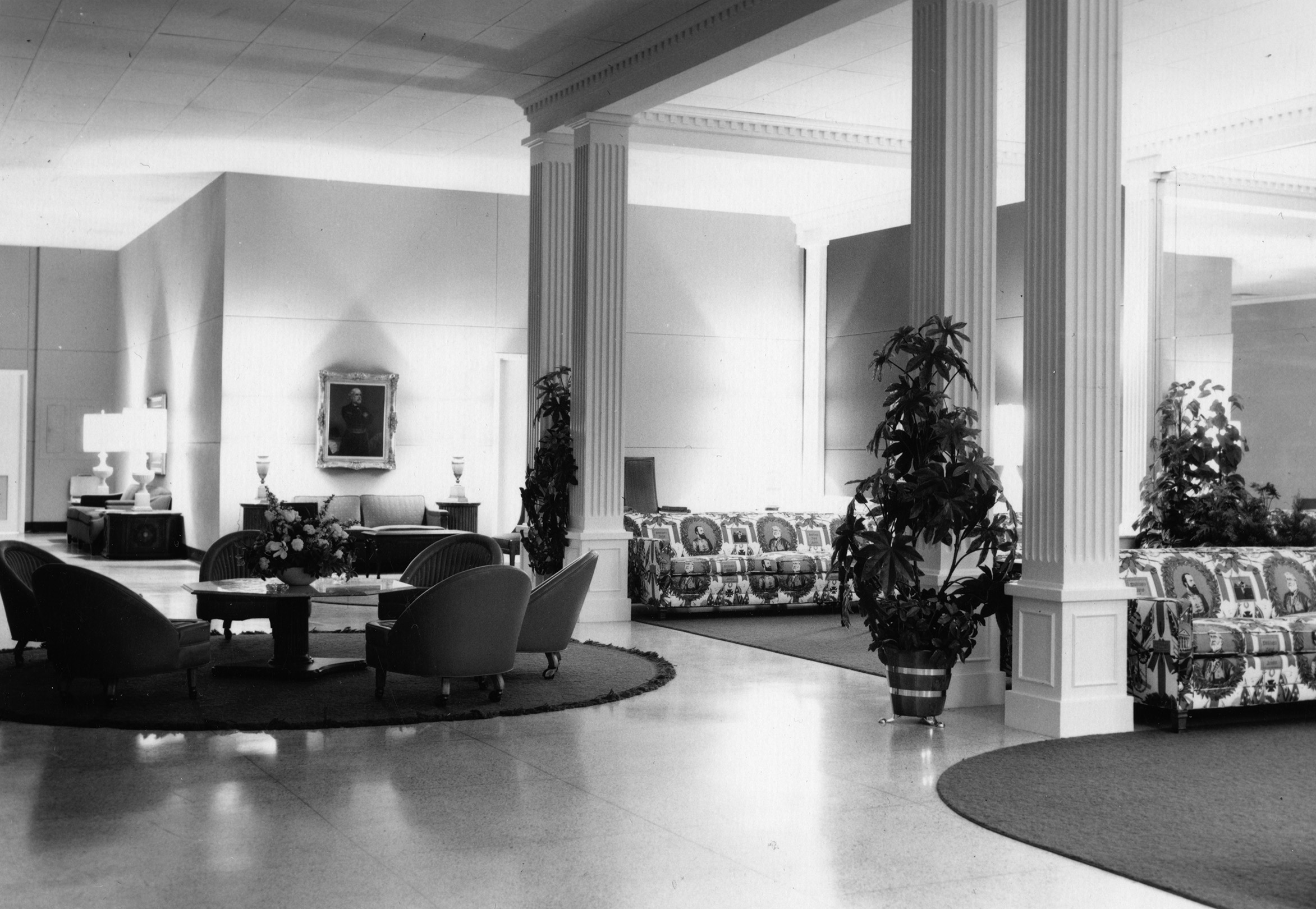
阿灵顿州立学院赫里福德大学中心的前罗伯特·E·李套房

- 李-戴维斯高中（弗吉尼亚州Mechanicsville）–在乔治·弗洛伊德抗议示威之后更名为Mechanicsville高中[42]
- 李-斯科特学院（阿拉巴马州奥本）
- 罗伯特·E·李学院（南卡罗来纳州毕晓普维尔）
- 罗伯特·E·李世界研究与技术磁铁小学与学院（佛罗里达州坦帕）
- 罗伯特·E·李小学（德克萨斯州阿比林）
- 罗伯特·E·李小学（德克萨斯州阿马里洛）
- 罗伯特·E·李小学（德克萨斯州奥斯汀） – 2016年更名为罗素·李小学。
- 罗伯特·E·李小学（密苏里州哥伦比亚）
- 罗伯特·E·李小学（得克萨斯州达拉斯，东达拉斯）–从2018-2019学年开始更名为Geneva Heights小学。 [43] [44]
- 罗伯特·E·李小学（德克萨斯州登顿）
- 罗伯特·E·李小学（俄克拉荷马州杜兰特）
- 罗伯特·E·李小学（得克萨斯州伊格帕斯）
- 罗伯特·E·李小学（华盛顿州东韦纳奇）– 2018年更名为李·小学。 [45]
- 罗伯特·E·李小学（德克萨斯州埃尔帕索）
- 罗伯特·E·李小学（德克萨斯州大草原）
- 罗伯特·E·李小学（弗吉尼亚州汉普顿）（2010年关闭）
- 罗伯特·E·李高中（休斯顿）-现在为智慧高中
- 罗伯特·E·李小学（俄克拉荷马州雨果）
- 罗伯特·E·李小学（密西西比州杰克逊）
- 罗伯特·E·李小学（加利福尼亚州长滩）– 2016年8月1日更名为Olivia Herrera小学。 [46]
- 罗伯特·E·李小学（德克萨斯州马歇尔）
- 罗伯特·E·李小学（弗吉尼亚州里士满）
- 罗伯特·E·李小学（加利福尼亚州圣地亚哥）– 2016年5月22日更名为太平洋视野领导力小学。 [47]
- 罗伯特·E·李小学（阿拉巴马州萨摩）
- 罗伯特·E·李小学（弗吉尼亚州斯波西瓦尼亚）
- 罗伯特·E·李小学（阿肯色州斯普林代尔）
- 罗伯特·E·李小学（田纳西州塔拉霍马）
- 罗伯特·E·李小学（俄克拉何马州塔尔萨）
- 罗伯特·E·李初中（路易斯安那州门罗）
- 罗伯特·E·李磁铁高中（路易斯安那州巴吞鲁日）
- 罗伯特·E·李中学（佛罗里达州Fairview Shores ）
- 罗伯特·E·李中学（佛罗里达奥兰多）-2017年更名为大学公园中学[48]
- 罗伯特·E·李中学（德克萨斯州圣安吉洛）
- 罗伯特·E·李高中（阿拉巴马州蒙哥马利）
- 罗伯特·E·李高中（佛罗里达杰克逊维尔）
- 罗伯特·E·李高中（德克萨斯州贝敦）
- 罗伯特·E·李高中（得克萨斯州米德兰） -重命名为传承高中[49]
- 罗伯特·E·李高中（德克萨斯州圣安东尼奥）-在2018-19学年之前更名为卓越传统教育高中
- 罗伯特·E·李高中（弗吉尼亚州费尔法克斯县）-现在更名为John R. Lewis高中
- 罗伯特·E·李高中（弗吉尼亚州斯汤顿） -2019年7月1日更名为斯汤顿高中[50]
- 罗伯特·李高中（德克萨斯州罗伯特·李）
- 南方李高中（北卡罗来纳州桑福德）
- 阿普森-李高中（佐治亚州托马斯顿）
- 华盛顿李高中（弗吉尼亚州阿灵顿）–从2019-20学年开始更名为华盛顿自由高中 [51]
- 罗伯特·E·李中学（德克萨斯州盖恩斯维尔）

## 定居点
- 李堡（弗吉尼亚州）
- 路易斯安那州利斯维尔
- 乔治亚州里利[52]
- 德克萨斯州罗伯特·李市

## 轮船
- 罗伯特·李号联盟战舰
- 罗伯特·李号蒸汽船，一艘著名的蒸汽船，建于1866年，通常航行于密西西比州的新奥尔良–纳奇兹。
- “SS”号Robert E. Lee (1924)，一艘东方汽船公司客运蒸汽船，在1942年被德国U-166潜艇击沉
- 罗伯特·李号弹道导弹核潜艇（英语：USS Robert E. Lee (SSBN-601)），美国海军舰队的乔治·华盛顿级核潜艇

## 大专院校
- 李学院，德克萨斯州贝敦
- 华盛顿和李大学，弗吉尼亚列克星敦

## 美国县
- 阿拉巴马州李县
- 阿肯色州李县
- 佛罗里达李县
- 肯塔基李县
- 密西西比州李县
- 北卡罗来纳州李县
- 南卡罗来纳州李县
- 德克萨斯州李县

## 汽车
- M3李战车
- 李将军（车）（英语：General Lee (car)）

## 被移除和重命名的李将军纪念碑和纪念物
- 加利福尼亚州
  - 长滩：罗伯特·E·李小学，2016年8月1日更名为奥利维亚·埃雷拉小学。[46]
  - 圣地亚哥：罗伯特·E·李小学，于2016年5月22日更名为太平洋视野领导力小学。[47]
- 哥伦比亚特区
  - 华盛顿：
    - 2017年，华盛顿国家大教堂拆除了纪念罗伯特·李和石墙杰克逊的彩绘玻璃窗。[53]
    - 2020年，美国国会大厦拆除了罗伯特·李的雕像。[54]
- 佛罗里达
  - 好莱坞：李街于2018年更名为自由街。为了纪念同盟英雄内森·贝德福德·福雷斯特和约翰·贝尔·胡德的街道也被更名。[40]
- 佐治亚州：2015年，佐治亚州立法机关取消了罗伯特·E·李日的名称，现在被称为“州庆日”。[55] [56]
  - 雅典：罗伯特·李的画像被达莫斯蒂安（Demosthenian）文学协会从佐治亚大学校园的一幢建筑物中移走了。 [57]
- 路易斯安那州
  - 新奥尔良
    - 罗伯特·E·李纪念碑（路易斯安那州新奥尔良），于2017年5月拆除。
- 马里兰州
  - 巴尔的摩
    - 罗伯特·李和石墙·杰克逊纪念碑，于2017年8月16日拆除。
    - 罗伯特·E·李纪念公园，于2015年9月28日更名为罗兰湖公园（ Lake Roland Park） 。[37]
- 纽约
  - 纽约市（布鲁克林）：罗伯特·E·李树纪念标识[35]由长岛主教区于2017年8月16日拆除。 [36]
  - 纽约市（布朗克斯）：布朗克斯社区学院（Bronx Community College）的美国名人堂室外雕塑画廊的罗伯特·E·李胸像与石墙杰克逊雕像一起于2017年被拆除。 [12]
- 北卡罗来纳
  - 达勒姆：杜克大学礼拜堂的罗伯特李雕像。2017年8月17日遭污损; [27]于2017年8月19日[27]移除。 [28] [29]

- 德州
  - 奥斯丁
    - 罗伯特·E·李小学，于2016年更名为罗素·李小学。
    - Robert E. 李路，在2019年更名为Azie Morton路。[41]
    - 罗伯特·E·李雕像，德克萨斯大学南广场，德克萨斯州奥斯汀，于2017年8月20日至21日拆除，转放在博物馆里。[32]

  - 达拉斯
    - 罗伯特·E·李小学从2018-2019学年开始更名为日内瓦高地小学。[43] [44]
    - 罗伯特·E·李雕像，罗伯特·E·李公园。由达拉斯市议会移除，2018年。公园更名为龟溪公园。

  - 圣安东尼奥
    - 罗伯特·E·李高中从2018-19学年起更名为卓越教育传统高中。
- 维吉尼亚州
  - 列克星敦：在2017年，R·E·李纪念主教教堂[2]（弗吉尼亚州列克星敦）的名称恢复为原来的格雷斯主教教堂。 [3]
- 华盛顿州
  - 东韦纳奇：罗伯特·李小学，在2018年改名李小学。[45]